# Мышца, выпрямляющая позвоночник
Мы́шца, выпрямля́ющая позвоно́чник (лат. Musculus erector spinae) располагается наиболее поверхностно среди глубоких мышц спины. Является самой мощной и длинной мышцей спины. На всём своём протяжении заполняет углубление по бокам от остистых отростков до углов рёбер.
Мышца начинается от дорсальной поверхности крестца, заднего отдела подвздошного гребня, остистых отростков нижних поясничных позвонков и отчасти от поверхностного листка пояснично-грудной фасции. Направляясь кверху, мышца делится на 3 части: латерально располагается подвздошно-рёберная мышца, медиально — остистая мышца, а между ними — длиннейшая мышца.
Каждая из них имеет свои места прикрепления (punctum mobile) в зависимости от отдела:
- Подвздошно-рёберная мышца имеет 3 отдела: поясничный (lumborum), грудной (thoracis) и шейный (cervicis). Подвздошно-рёберная поясничная и грудная (m. iliocostales lumborum et thoracis) идёт до отдельных зубцов задних частей всех ребер[2]. Шейный отдел подвзошно-рёберной мышцы заканчивается поперечными отростками 4—6 шейных позвонков.

- Длиннейшая мышца спины (musculus longissimus dorsi) также делится на 3 отдела: грудной (thoracis), шейный (cervicis) и головной (capitis). Однако последнего может не быть. Грудная часть доходит до поперечных отростков всех грудных позвонков (processus transversus Th 1-12) и углов 2—12 рёбер (angulus costae 2-12). Шейная часть прикрепляется к поперечным отросткам верхних шейных позвонков (processus transversus C 2-5). Головная оканчивается сосцевидным отростком височной кости (processus mastoideus).

- Остистая мышца (musculus spinalis) имеет грудной, шейный и головной отделы. Грудной отдел заканчивается остистыми отростками 2—8 грудных позвонков (processus spinosus Th 2-8). Шейный отдел оканчивается остистыми отростками 2—7 шейных позвонков (processus spinosus C 2-7). И, наконец, головной отдел остистой мышцы прикрепляется к наружнему затылочному выступу (protuberantia occipitalis externa)[2].

## Функция
Данная мышца при двустороннем сокращении разгибает позвоночный столб и удерживает туловище в вертикальном положении. При одностороннем сокращении наклоняет позвоночный столб в соответствующую сторону. Верхние пучки мышцы тянут голову в свою сторону. Частью своих пучков она опускает рёбра и таким образом участвует в процессе дыхания.